# Draba ussuriensis
Draba ussuriensis är en korsblommig växtart som beskrevs av Richard Richardowitsch Pohle. Draba ussuriensis ingår i släktet drabor, och familjen korsblommiga växter. Inga underarter finns listade i Catalogue of Life.